# Западный Тимор

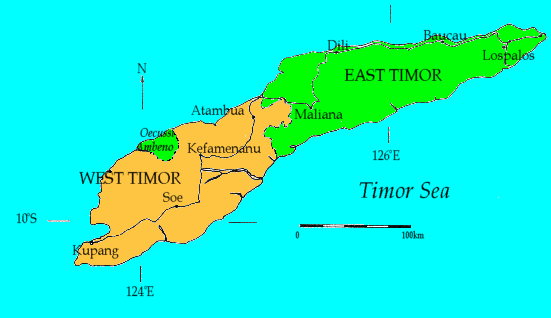
Западный Тимор отмечен на карте оранжевым цветом.

Западный Тимор (индон. Timor Barat) — общепринятое название индонезийской территории Тимора, в восточной части которого расположено государство Восточный Тимор. Занимает западную часть этого острова (51,7 % его территории) за исключением восточнотиморского эксклава Окуси-Амбено). В административном отношении Западный Тимор входит в состав индонезийской провинции Восточная Нуса-Тенгара. Административным центром и главным портом является Купанг. В колониальный период этот регион назывался Голландский Тимор и был одним из оплотов лоялистов во время Войны за независимость Индонезии 1945—1949 годов.
Общая площадь Западного Тимора составляет 14 732,35 км2, включая прибрежные острова. Самые высокие вершины — гора Мутис, 2427 метров над уровнем моря; гора Лакаан, 1600 метров над уровнем моря.
Основные языки Западного Тимора: уаб-мето, мараэ и тетум, а несколько других языков, таких как: кемак, бунак и хелонг, также используются в Восточном Тиморе.

## История

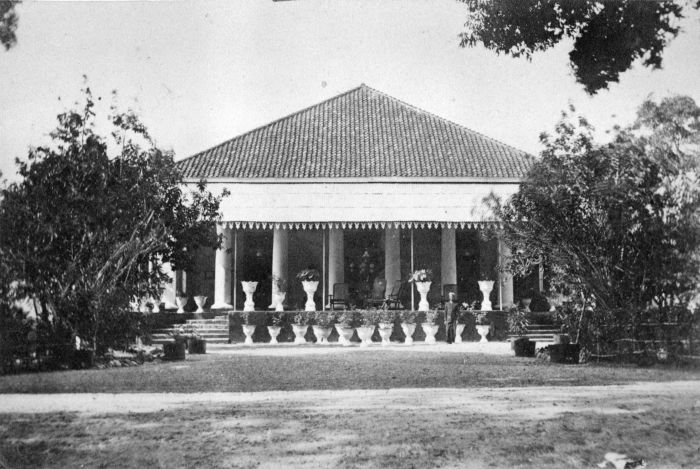
Дом голландского резидента в Купанге (1900 год).

Европейская колонизация острова Тимора началась в XVI веке. Хотя Португальская империя заявила права на остров Тимор в 1520 году, Голландская Ост-Индская компания заселила Западный Тимор в 1640 году, вытеснив португальцев в Восточный Тимор. В 1799 году этот регион стал официальным владением Нидерландов. В 1914 году граница между Восточным и Западным Тимором была окончательно оформлена договором между Португалией и Нидерландами, который был первоначально подписан в 1859 году и изменён в 1893 году.
На Западном Тиморе размещался резидент Голландской Ост-Индской компании.
В начале 1942 года Япония завоевала остров во время Второй мировой войны. После обретения Индонезией независимости Западный Тимор стал частью провозглашенной страны.
6 сентября 2000 года Перо Симундза из Хорватии, Карлос Касерес-Коллацио из Пуэрто-Рико и Самсон Арегахегн из Эфиопии (все сотрудники УВКБ ООН), были убиты в результате нападения 5000 членов проиндонезийского ополчения, вооружённых мачете, на офис в городе Атамбуа, который находится недалеко от границы с Восточным Тимором и где располагался основной лагерь беженцев.

## География
Западный Тимор включает в себя западную половину острова Тимор, за исключением округа Окуси-Амбено (который политически является частью Восточного Тимора) и является частью индонезийской провинции Восточная Нуса-Тенгара.
Западный Тимор имеет большие и обширные саванны, а также довольно сухие температуры воздуха с минимальным количеством осадков. Роти, самый южный остров Индонезии, находится к юго-западу от Западного Тимора. Западный Тимор находится между Австралией и Восточным Тимором, что делает эту территорию стратегическим местом для индонезийской торговли.

## Административная принадлежность и деление
Западный Тимор входит в состав провинции Восточная Нуса-Тенгара. В составе этой территории один городской муниципалитет Купанг и семь округов: Белу, Купанг, Малака, Ротендао, Сабурайджуа, Северный Центральный Тимор и Южный Центральный Тимор. До 2000-х годов административное деление было менее дробным, затем произошло разукрупнение округов. Так, округа Ротендао и Сабурайджуа были выделены в 2002 и 2009 годах от округа Купанг, а округ Малака был сформирован в 2012 году из южной половины округа Белу.
| Наименование               | Административный центр | Образование | Статут     | Площадь (km2) | Население 2019 год Приблизительно |
| -------------------------- | ---------------------- | ----------- | ---------- | ------------- | --------------------------------- |
| Купанг                     | Оеламаси               | 1958        | UU 69/1958 | 5525,83       | 403 582                           |
| Южный Центральный Тимор    | Сое                    | 1958        | UU 69/1958 | 3947,00       | 467 990                           |
| Северный Центральный Тимор | Кефаменану             | 1958        | UU 69/1958 | 2669,70       | 254 171                           |
| Белу                       | Атамбуа                | 1958        | UU 69/1958 | 1248,94       | 220 115                           |
| Округ Малака               | Бетун                  | 2012        | UU 69/2012 | 1160,61       | 191 892                           |
| Западный Тимор             | Купанг                 |             |            | 14 732,35     | 1 972 722                         |

## Население
В середине 2020 года насчитывалось около 2 011 735 жителей — более 35 % населения провинции, некоторые из них были беженцами, бежавшими от насилия 1999 года в Восточном Тиморе.

### Языки
Помимо индонезийского языка в Западном Тиморе говорят на тиморских языках, принадлежащих к австронезийской группе, на остальных — в Восточном Тиморе. В том числе: уаб-мето, тетум, и хелонг.
Знание голландского языка ограничивается старшим поколением.

### Религия
Подобно Восточному Тимору, христианство является религией подавляющего большинства (90 %) жителей Западного Тимора, 53 % из которых являются католиками, а 36 % — протестантами. Ислам исповедуют 9,7 %. Остальные 0,19 % являются индуистами, а 0,01 % — буддистами. От католического миссионерского апостольского викариата голландского Тимора произошли архиепархия Купанга и епархия Атамбуа.

## Экономика
В Западном Тиморе уровень безработицы составляет 2,39 %. 30 % населения жили за чертой бедности в 1998 год, а по состоянию на 2012 год оставались на том же уровне. Экономика в основном сельскохозяйственная, с использованием подсечно-огневых методов производства кукурузы, риса, кофе, копры и фруктов. Ведется заготовка древесины из эвкалипта, сандалового дерева, тика, бамбука и розового дерева.